# 彗豆
彗豆（学名：Templetonia retusa），别称珊瑚丛（coral bush），cockies tongues，cocky's tongues，是豆科蝶形花亚科彗豆属下的一种灌木。原产于澳大利亚南部及西南部。植株可生长至2米高，叶片长15-40毫米，宽7-25毫米。其花常为红色，花长25-40毫米。其种荚为40-50毫米长，约10毫米宽。该种生于从西澳大利亚鲨鱼湾至袋鼠岛附近的沿海林地及石灰岩地带，其于南澳大利亚州的弗林德斯山脉也有分布。